# Thomas Hearns
Thomas „Hit Man“ Hearns (* 18. Oktober 1958 in Memphis, Tennessee) ist ein ehemaliger US-amerikanischer Profiboxer, ehemaliger WBA-Weltmeister im Welter- und Halbschwergewicht, WBC-Weltmeister im Halbmittel-, Halbschwer- und Mittelgewicht, sowie WBO-Weltmeister im Supermittelgewicht. Darüber hinaus gewann er im Cruisergewicht die „Weltmeistertitel“ der international weniger bedeutenden Verbände WBU und IBO.
Er ist Ring Magazine Boxer des Jahres 1980 und 1984, zudem wurden seine Kämpfe gegen Sugar Ray Leonard 1981 und Marvin Hagler 1985 jeweils zum Ring Magazine Kampf des Jahres gewählt. 2012 wurde er in die International Boxing Hall of Fame aufgenommen.

## Amateur
Seine Bilanz waren 155 Siege und 8 Niederlagen. Beim Golden-Gloves-Turnier 1976 belegte er im Leichtgewicht nach einer Finalniederlage gegen Aaron Pryor den zweiten Platz, konnte das Turnier aber im folgenden Jahr im Halbweltergewicht gewinnen. Außerdem wurde er 1977 US-amerikanischer Meister im Halbweltergewicht. Während seiner Zeit als Amateurboxer zeigte er im Gegensatz zu seiner Profikarriere nur wenig Schlagkraft und gewann nur elf Kämpfe vorzeitig.

## Profikarriere
Der hochgewachsene Hearns begann seine Profilaufbahn 1977 in Detroit unter der Führung des Boxtrainers Emanuel Steward.
Schon in der Aufbauphase schlug er bekannte Gegner, zum Beispiel den mehrfachen WM-Herausforderer Clyde Gray und Bruce Curry, den Bruder von Donald Curry.
Nach 28 gewonnenen Kämpfen in drei Jahren gewann er am 2. August 1980 gegen den Mexikaner Pipino Cuevas die WBA-Weltmeisterschaft im Weltergewicht durch technischen KO in der zweiten Runde. Viel vom „Puncher“-Image Hearns leitet sich aus diesem Kampf ab, denn der schlagstarke Cuevas war zuvor nie am Boden gewesen und hochangesehen.
Nach drei erfolgreichen Titelverteidigungen traf er in einem Vereinigungskampf am 16. September 1981 auf WBC-Weltmeister Sugar Ray Leonard, um den unangefochtenen Weltmeister dieser Gewichtsklasse zu bestimmen. Er verlor den Kampf, nach Punkten führend, durch technischen KO in der vierzehnten Runde.
Anschließend stieg er in das Halbmittelgewicht auf und gewann am 3. Dezember 1982 gegen Wilfred Benitez nach Punkten den WBC-Titel dieser Gewichtsklasse. Beide Boxer mussten im Kampfverlauf zu Boden, außerdem verletzte sich Hearns in der achten Runde seine Schlaghand.
Er verteidigte den Gürtel insgesamt fünf Mal, unter anderem gegen Roberto Durán, dem er seine erste KO-Niederlage zufügte. Hearns blieb in dieser Gewichtsklasse ungeschlagen und wird beim Ring Magazine vor Mike McCallum als bester Halbmittelgewichtler aller Zeiten geführt.
Während seiner Zeit als Halbmittelgewichtsweltmeister boxte er auch mehrfach im Mittelgewicht, so trat er am 15. April 1985 gegen den Mittelgewichtsweltmeister Marvin Hagler an, unterlag jedoch in einem spektakulären Kampf durch technischen KO in der dritten Runde.
Ende 1986 legte er den Halbmittelgewichtstitel schließlich nieder und gewann im folgenden Jahr im Abstand von sieben Monaten die WBC-Titel im Halbschwergewicht gegen Dennis Andries und im Mittelgewicht gegen Juan Roldán. Den Halbschwergewichtstitel gab er kurze Zeit später wieder ab, den Mittelgewichtstitel verlor er bereits in seiner ersten Titelverteidigung im Juni 1988 sensationell an Iran Barkley, der schon fast stehend KO war und mit einem „Lucky Punch“ den Kampf in Runde 3 noch drehen konnte.
Das veranlasste Hearns in das Supermittelgewicht zu wechseln. Dort sicherte er sich im November 1988 den vakanten Weltmeistertitel der neu gegründeten WBO. Anschließend kam es am 12. Juni 1989 erneut zu einem Vereinigungskampf mit Sugar Ray Leonard, der zu diesem Zeitpunkt im Besitz des WBC-Gürtels war. Der Kampf endete offiziell unentschieden, so dass beide jeweils ihren Titel verteidigten. Allerdings sahen fast alle Beobachter Hearns vorne, der Leonard im Kampfverlauf zweimal niederschlug.
Doch auch im Supermittelgewicht hielt es Hearns nicht lange: Nach einer weiteren Titelverteidigung legte er den WBO-Titel nieder, gewann am 3. Juni 1991 die WBA-Weltmeisterschaft im Halbschwergewicht und besiegte dabei den zuvor ungeschlagenen Virgil Hill nach Punkten. Aber auch diesen Gürtel musste er in seiner ersten Titelverteidigung im März 1992 erneut an seinen Angstgegner Barkley abgeben. Er war wieder am Boden und verlor schließlich nach Punkten.
Bis in das Jahr 2000 absolvierte er noch zehn weitere sportlich bedeutungslose Kämpfe im Cruisergewicht und trat dann zurück. Im Juni 2005 kehrte er jedoch zu einem Comeback 46-jährig in den Ring zurück.
Thomas Hearns wurde 2012 in die International Boxing Hall of Fame aufgenommen.

## Erfolge
Amateur
- 1977: AAU-Champion im Halbweltergewicht
- 1977: National Golden Gloves-Champion im Halbweltergewicht

Profi
- 2. März 1980: US-amerikanischer Meister im Weltergewicht
- 2. August 1980: WBA-Weltmeister im Weltergewicht (3 Titelverteidigungen)
- 3. Dezember 1982: WBC-Weltmeister im Halbmittelgewicht (3 Titelverteidigungen)
- 10. März 1986: Nordamerikanischer Meister im Mittelgewicht (1 Titelverteidigung)
- 23. Juni 1986: WBC-Weltmeister im Halbmittelgewicht
- 7. März 1987: WBC-Weltmeister im Halbschwergewicht
- 29. Oktober 1987: WBC-Weltmeister im Mittelgewicht
- 4. November 1988: Nordamerikanischer Meister im Supermittelgewicht
- 4. November 1988: WBO-Weltmeister im Supermittelgewicht (2 Titelverteidigungen)
- 3. Juni 1991: WBA-Weltmeister im Halbschwergewicht
- 29. Januar 1994: Nordamerikanischer Meister im Cruisergewicht (1 Titelverteidigung)
- 31. März 1995: WBU-Weltmeister im Cruisergewicht
- 10. April 1999: IBO-Weltmeister im Cruisergewicht

## Fernsehen
1987: Wer ist hier der Boss (Titel: Hausmann im Boxring, Rolle: Wilbur)